# Розшарування (техніка)
Розшарування (рос. расслоение, англ. stratification1, separation2,3, нім. Stratifikation1-3 f):
1. Довільне взаємне переміщення сипучої або рідинної суміші компонентів різної маси та густини з утворенням шаруватої структури, де найважчі компоненти займають найнижчі шари, а найлегші — верхні.
2. Процес примусового осадження важких компонентів корисної копалини в збагачувальних чи класифікаційних апаратах з метою вилучення корисного продукту (більшість гравітаційних методів збагачення).
3. Послідовне вилучення з корисної копалини фракцій різної густини у важких середовищах з метою її дослідження або технологічного контролю (див. фракційний аналіз).